# Brandon Servania
Brandon Iván Servania (Birmingham, 12 marzo 1999) è un calciatore statunitense, centrocampista del D.C. United.

## Caratteristiche tecniche
È un mediano.

## Carriera

### Nazionale
Nel 2018 con la nazionale Under-20 statunitense ha preso parte al campionato nordamericano Under-20 2018.